# Абрахам Кон
Авраам (Абрахам) Кон (Abraham Kohn, івр. אברהם כהן 1 січня 1807, Залужани, Богемія — 7 вересня 1848, Лемберг, Галіція) — перший реформістський головний Рабин Австрійської імперії XIX століття Львова (Лемберґа). Згідно з багатьма свідченнями того часу, причиною його смерті було отруєння.

## Біографія
У 1828 році він вступив до Празького університету, де вивчав філософію. Частину часу він також приділяв вивченню рабинських дисциплін. У липні 1833 року він був призначений рабином міста Гогенемс, де він жив одинадцять років. Крім створення кількох благодійних товариств, він брав участь у модернізації шкіл для молоді та вніс деякі реформи до синагогальної служби. Богослужіння як і раніше проходило івритом, але проповідь і молитва за главу держави читалася німецькою мовою.
У травні 1844 року погодився стати рабином міста Лемберг. У Лемберзі протягом порівняно короткого часу він відкрив школу «Нормалшуле», де був директором, і почав будувати нову синагогу реформістів. Рабин Кон виступав проти податку на кошерне м'ясо і суботні свічки, що накладався урядом. Внаслідок його діяльності ці податки були анульовані.

## Згадки у літературі
У книзі Rabbinischer Humor aus alter und neuer Zeit (Frankfurt am Main, 1915) наводиться наступний уривок:
"Першим дайчем (німець — так називали в Польщі освічених) в Лемберзі був якийсь Кон, був він благочестивий і великий знавець мов. По суботах до нього посилали дітей на іспит. У тижневому розділі Тори «Шеміні» одна дитина переклала слово «шолох» (пелікан) як «дер мешугене фіш» (дурна риба). Кон велів покликати меламеда (вчителя) і між ними відбувся наступний діалог: "Чому ж «шолох» божевільна риба? Меламед: «Таргум (переклад Онкелоса) робить (перекладає) „шаленуна“. „Нуна“ означає риба, „шалени“ означає (по-польськи) „шалений, божевільний“». Кон: «Якщо він риба, чому він згаданий серед нечистих птахів?» Меламед: «Тому що „із ес таке мешуге“ (він-таки божевільний)».

## Смерть
У той час, як прогресивніша публіка виступала за реформістського рабина, традиційна частина громади протестувала проти змін, внесених рабином у ритуал. Крім того, ортодоксальні багатії втратили відкуп на збір податків на кошерне м'ясо та свічки. Рабину неодноразово погрожували, і він навіть хотів виїхати з міста, але все-таки вирішив залишитись, бо не вірив, що євреї здатні на вбивство єврея.
6 вересня 1848 року, хасид Авраам Бер Пілпель, найнятий, згідно з розслідуванням, ортодоксальними рабинами Лемберга, увійшов у кухню Кона і підсипав миш'яку в суп. Він був заарештований за свідченням служниці рабина через кілька днів після вбивства. Внаслідок отруєння Кон та його молодша дочка померли наступного дня. Суд визнав Пілпеля винним та засудив до тривалого ув'язнення. Обвинувальний вердикт суду, однак, був змінений після подання апеляції.
Портрет Кона був створений посмертно, за замовленням громади.